# Klein Offenseth-Sparrieshoop
Klein Offenseth-Sparrieshoop er en by og kommune i det nordlige Tyskland, beliggende i Amt Elmshorn-Land under Kreis Pinneberg. Kreis Pinneberg ligger i den sydlige del af delstaten Slesvig-Holsten.

## Geografi
Klein Offenseth-Sparrieshoop ligger lige nord for byen Elmshorn. Motorvejen A 23 går gennem kommunen, hvor tilkørslen Horst-Elmshorn ligger. Jernbanen Elmshorn–Bad Oldesloe stopper i byen. Vandløbet Offenau løber gennem kommunen.